# Bibractella
Bibractella is een geslacht van rechtvleugeligen uit de familie veldsprinkhanen (Acrididae). De wetenschappelijke naam van dit geslacht is voor het eerst geldig gepubliceerd in 2002 door Storozhenko.

## Soorten
Het geslacht Bibractella  is monotypisch en omvat slechts de volgende soort:
- Bibractella sugonjaevi (Storozhenko, 2002)